# Barber Motorsports Park

Bankarta.

Barber Motorsports Park är en racerbana belägen i utkanten av Birmingham, Alabama, USA.

## Historia
Banan är döpt efter dess grundare George Barber, och består av en racerbana på 3,7 kilometer med stora höjdskillnader, och femton namngivna kurvor. Banan arrangerade ett officiellt test inför IndyCars säsong 2009, och efter ett överraskande bra åskådarantal på testet fick Barber ett treårskontrakt att bli ordinarie tävlingsbana i serien från och med 2010. Banan har även ett stort motorcykelmuseum, då gamla motorcyklar är Barbers stora intresse. Det anses vara det största museet för motorsport i hela världen.

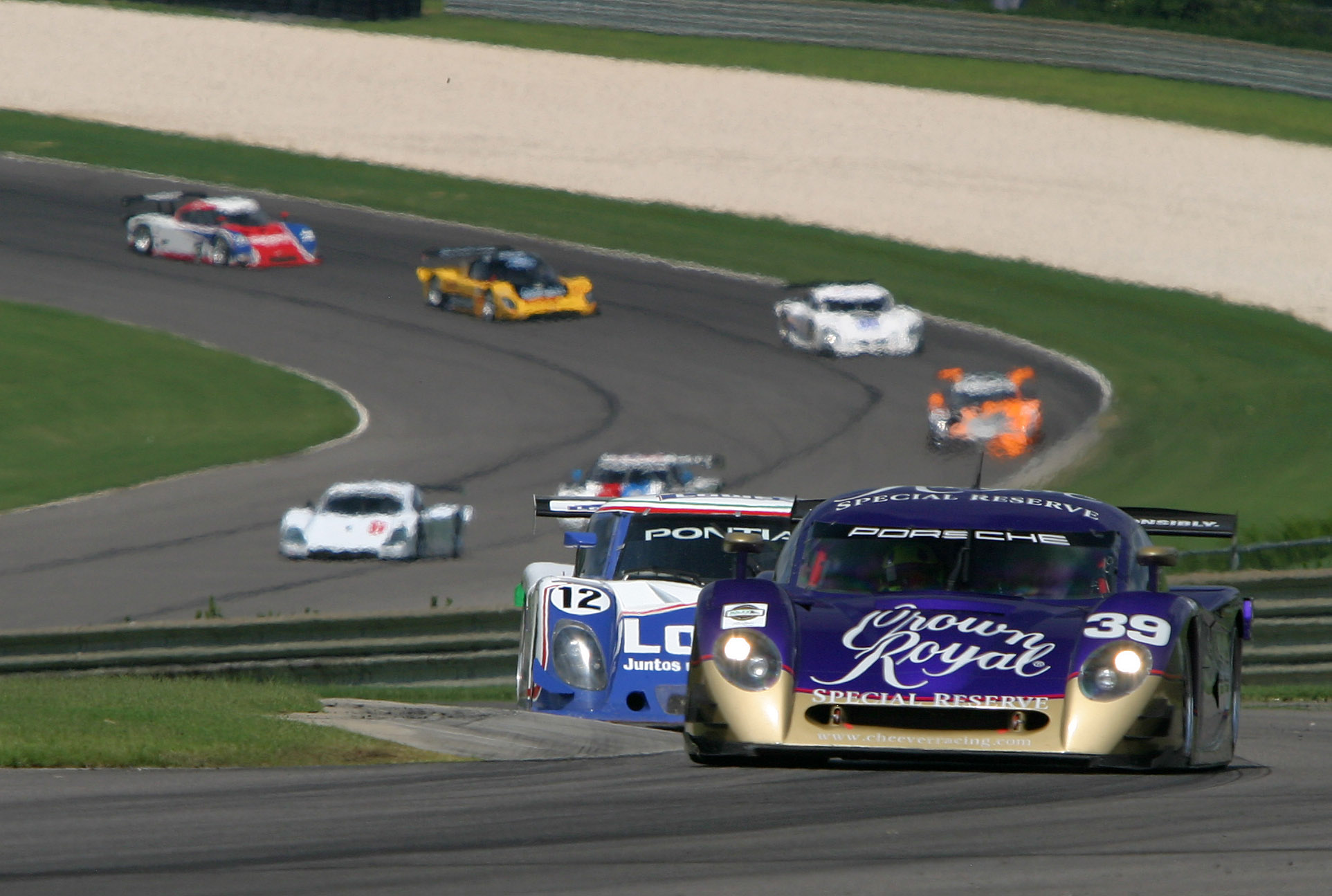
Porsche 250, en tävling ingående i Rolex Sports Car Series, på Barber Motorsports Park 2006.